# Lago di Sartirana
Lago di Sartirana este o arie protejată (arie specială de conservare — SAC, sit de importanță comunitară — SCI) din Italia întinsă pe o suprafață de 28 ha, integral pe uscat.

## Localizare
Centrul sitului Lago di Sartirana este situat la coordonatele 45°42′56″N 9°25′33″E / 45.715556°N 9.425833°E.

## Înființare
Situl Lago di Sartirana a fost declarat sit de importanță comunitară în iunie 1995 pentru a proteja 5 specii de animale. Situl a fost protejat și ca arie specială de conservare în iulie 2016.

## Biodiversitate
Situată în ecoregiunea continentală, aria protejată conține 2 habitate naturale: Păduri aluvionare cu Alnus glutinosa și Fraxinus excelsior (Alno-Padion, Alnion incanae, Salicion albae), Fânețe de joasă altitudine (Alopecurus pratensis, Sanguisorba officinalis).
La baza desemnării sitului se află mai multe specii protejate:
- păsări (4): lăcar mare (Acrocephalus arundinaceus), Cettia cetti, lișiță (Fulica atra), capîntortură (Jynx torquilla)
- amfibieni (1): Rana latastei

Pe lângă speciile protejate, pe teritoriul sitului au mai fost identificate 7 specii de plante, 3 specii de amfibieni, 1 specie de mamifere, 2 specii de reptile.